# Bořivoj II de Bohême
Bořivoj II, né vers 1064 et mort le 2 février 1124 en Hongrie, est un prince des Přemyslides, fils du roi Vratislav II de Bohême et de Świętosława de Pologne. Il fut  duc de Bohême de 1100 à 1107 et à nouveau de 1117 à 1120. Son règne a été assombri par la persistance de nombreux conflits au sein de la dynastie. 

## Biographie

### Famille
Vladislav est un fils cadet de Vratislav II, duc de Bohême depuis 1061, et de sa seconde épouse Świętosława, une fille du duc Casimir Ier de Pologne. Son père, un serviteur fidèle de la dynastie franconienne, reçut la dignité royale attribuée par l'empereur Henri IV en 1085. 
Pendant la querelle des Investitures, en 1081, Bořivoj, qui n'était alors que le jeune fils du duc de Bohême, prend la tête d'une armée et accompagne Henri IV en Italie contre le pape Grégoire VII. Plus tard, il prend part à la prise de Rome où il entre en 1084 avec le comte Wiprecht de Groitzsch et une poignée de combattants.
Au cours de ses dernières années, le roi Vratislav II était impliqué dans des conflits avec ses frères cadets, les princes moraviens Conrad de Brno et Othon d'Olomouc, ainsi qu'avec son fils aîné Bretislav II. À sa mort en 1092, son frère Conrad, désigné successeur selon la règle de séniorat, monte sur le trône ; cependant, les conflits au sein de la dynastie se sont poursuivis. 
Conrad est mort huit mois plus tard et Bretislav II lui succédera en combattant ses fils Ulrich de Brno (Oldřich), et Luitpold de Znojmo qui ont dû fuir de leurs domaines en Moravie. 

### Règne
Bretislav II a nommé son demi-frère cadet Bořivoj II son successeur en violation du séniorat, mais avec le soutien de l'empereur qui lui rétrocéda le duché de Bohême à titre de fief impérial. Bořivoj succède en 1100, mais il voit se dresser contre lui son cousin germain Oldřich qui avait été prince de Brno de 1092 à 1097, et dont la seigneurie avait été confisquée par Bretislav II. À la mort de ce dernier, en 1100, Oldřich récupère son fief en Moravie et tente de mettre la main sur la Bohême également. 
Il s'ensuit une guerre civile dont l'empereur Henri IV ne pouvait plus se désintéresser. Oldřich pense pouvoir réussir à arracher l'investiture au trône de Bohême en reconnaissant la suzeraineté impériale sur la Moravie, mais Bořivoj II n'entend nullement renoncer aux droits que l'empereur lui avait reconnus précédemment sur la Bohême. En 1101, Oldřich doit finalement se retirer en Moravie.
Les choses se compliquèrent une année plus tard, du fait d'une querelle de succession analogue déclenchée en Pologne à la mort du duc Ladislas Ier Herman en 1102. Le fils de celui-ci Boleslas III le Bouche-Torse vit aussitôt surgir un rival en la personne de son demi-frère Zbigniew, le fils illégitime de Ladislas, que soutinrent Bořivoj II et son cousin Svatopluk, le fils du prince Othon d'Olomouc. Bořivoj II cependant, gagné par l'argent de Boleslas, ne tarde pas à se retirer.
En 1105, les princes en Germanie cherchent à renverser Henri IV pour mettre à sa place son fils, Henri V. Bořivoj reste, avec son beau-frère le margrave Léopold III d'Autriche, aux côtés de l'empereur. Néanmoins, ce dernier doit finalement céder son trône et peut fuir par la Bohême, avant de mourir, une année plus tard, à Liège en Lotharingie.
Furieux de la défection de Bořivoj lors de la succession de Pologne, Svatopluk d'Olomouc prend la tête des opposants bohémiens et cherche à entraîner contre Borivoj le roi Coloman de Hongrie. En 1105, il essaie de marcher sur Prague, mais sans succès. Poursuivant ses intrigues, il trouve un précieux appui dans le jeune frère du duc, Vladislav Ier qui, avec l'appui de Coloman, entre à Prague deux ans plus tard. Svatopluk se fit alors proclamer duc. L'empereur Henri V, pas plus que son père avant, ne pouvait se désintéresser de l'anarchie dans laquelle sombrait une nouvelle fois la Bohême qu'il considérait comme un fief de l'Empire. Il convoqua Svatopluk et le retint captif. Le duc promit obéissance à l'empereur après quoi Henri V laissa partir son prisonnier. 
Une année plus tard, Bořivoj II, allié avec le duc de Pologne Boleslas III, veut reprendre la Bohême par la force. Le duc Svatopluk, allié avec l'empereur Henri V, combattait alors la Hongrie de Coloman. Il doit rentrer à Prague pour chasser les troupes de Bořivoj II pendant que les troupes impériales envahissent la Pologne. Stavopluk est assassiné en 1109 par un partisan de Bořivoj, mais ce dernier ne peut recouvrer son trône et dut se retirer à la cour de Boleslas III. C'est Vladislav Ier qui devint duc de Bohême à son tour. Borivoj fut emprisonné au château de Hammerstein en Rhénanie.

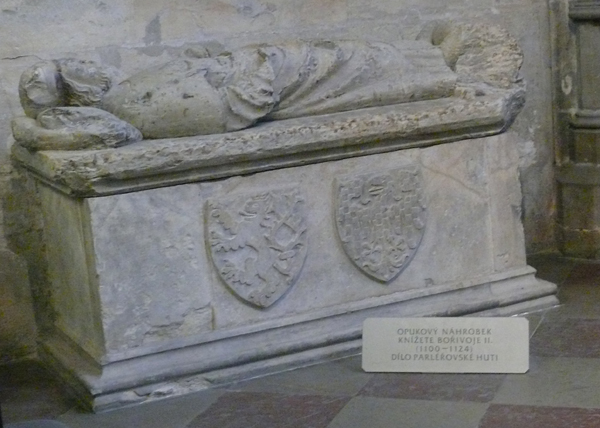
Tombeau de Bořivoj II dans la cathédrale de Prague.

En 1117, le duc Vladislav Ier accepte finalement de se réconcilier avec son frère Bořivoj II et de partager avec lui le duché. Cette entente dura peu car à la suite d'une nouvelle querelle en août 1120, Bořivoj II se retire en Hongrie où il meurt le 2 février 1124. Sa dépouille repose dans une tombe à la cathédrale Saint-Guy de Prague.

## Postérité
De son mariage avec Gerberge de Babenberg (morte le 13 août 1142), fille du margrave Léopold II d'Autriche, le 18 octobre 1100, Bořivoj II eut plusieurs enfants dont :
- Jaromir (vers 1100 – 1138) ;
- Spytihněv (vers 1101 – 1157) ;
- Luitpold (vers 1102 – 1143), brièvement duc d’Olomouc de 1135 à 1137 ;
- Boleslava (vers 1105 – 1146) ;
- Albert ;
- Richeza.

## Sources
- Francis Dvornik, Les Slaves histoire, civilisation de l'Antiquité aux débuts de l'Époque contemporaine, Paris, éditions du Seuil, 1970, 1196 p.
- Jörg K. Hornsch et Françoise Laroche (traduction) (trad. de l'allemand), Histoire de la Bohême : des origines à la révolution de velours, Paris, Éditions Payot, 1995, 523 p. (ISBN 2-228-88922-9), p. 61-63,65.
- Pavel Bělina, Petr Čornej et Jiří Pokorný (trad. du tchèque), Histoire des Pays tchèques, Paris, Éditions du Seuil, coll. « Points Histoire U 191 », 1995, 510 p. (ISBN 2-02-020810-5).
- (de) Europäische Stammtafeln, vol. 3, Francfort-sur-le-Main, Vittorio Klostermann, Gmbh, 2004 (ISBN 3-465-03292-6), Die Herzoge von Böhmem I und die Fürsten von Mähren (Die Przemysliden)  Tafel 55.
- (en) Nora Berend, Przemyslaw Urbanczyk et Przemislaw Wiszewski, Central Europa in the High Middle Ages, Bohemia-Hungary and Poland c.900-c.1300, Cambridge,, Cambridge University Press, 2013,, 546 p. (ISBN 978-0-521-78695-9), p. 168.